# 国鉄タキ750形貨車
国鉄タキ750形貨車（こくてつタキ750がたかしゃ）は、かつて日本国有鉄道（国鉄）及び1987年（昭和62年）4月の国鉄分割民営化後は日本貨物鉄道（JR貨物）に在籍したタンク車である。

## 概要
本形式は、プロピオン酸専用の30t 積タンク車として1964年（昭和39年）9月30日 に、1ロット1両（コタキ750）が三菱重工業にて製作された。
本形式の全長は12,600mmであるが何故か記号番号表記は「コ」（車体長 12 m 以下）の特殊標記符号が前置され「コタキ」と標記する。
本形式の他にプロピオン酸を専用種別とする形式には、タキ16300形の一形式が存在した。
落成時の所有者は、大日本化成で、常備駅は山陽本線の大竹駅であった。所有者の名称は1969年（昭和44年）1月30日に「ダイセル」、1980年（昭和55年）1月「ダイセル化学工業」と変更されている。また、常備駅は1974年（昭和49年）6月に信越本線（現・えちごトキめき鉄道妙高はねうまライン）の新井駅へ移動している。
タンク体は積荷の腐食性が強いためステンレス鋼（SUS32、現在のSUS316）製であり、荷役方式はタンク上部の液入管からの上入れ、液出管と空気管使用による上出し方式で、液出管と空気管はS字管で車体両側に伸びていた。
車体色は銀（無塗装）、寸法関係は全幅は2,547mm、全高は3,857mm、台車中心間距離は8,500mm、実容積は30.2m3、自重は15.2t、換算両数は積車4.5、空車1.6であり、台車はベッテンドルフ式のTR41Cである。
落成後は主に、大竹駅 - 新井駅間でプロピオン酸の輸送に使用された。
1979年（昭和54年）10月より化成品分類番号「侵燃83」（侵食性の物質、燃焼性の物質、腐食性物質、可燃性のもの）が標記された。
2007年（平成19年）10月 に廃車となり同時に形式消滅となった。